# 石油需給適正化法
石油需給適正化法（せきゆじゅきゅうてきせいかほう、昭和48年12月22日法律第122号）は、日本における石油の需給関係の適正化に関する法律である。

## 概要
日本への石油の大幅な供給不足が生ずる場合において、国民生活の安定と国民経済の円滑な運営を図るため、石油の適正な供給を確保し、及び石油の使用を節減するための措置を講ずることにより、石油の需給を適正化することを目的としている。